# Gianni Morbidelli
Gianni Morbidelli, (n. 13 ianuarie 1968) este un fost pilot italian de Formula 1.

## Cariera în Formula 1
| Sezon | Echipă                                 | Puncte      | Loc clasament general |
| ----- | -------------------------------------- | ----------- | --------------------- |
| 1988  | Scuderia Ferrari SpA SEFAC             | Pilot teste | -                     |
| 1989  | Scuderia Ferrari SpA SEFAC             | Pilot teste | -                     |
| 1990  | BMS Scuderia Italia / SCM Minardi Team | 0           | -                     |
| 1991  | Minardi Team / Scuderia Ferrari        | 0,5         | 24                    |
| 1992  | Minardi Team                           | 0           | -                     |
| 1993  | Scuderia Ferrari                       | Pilot teste | -                     |
| 1994  | Footwork Ford                          | 3           | 22                    |
| 1995  | Footwork Hart                          | 5           | 14                    |
| 1996  | Benson & Hedges Total Jordan Peugeot   | Pilot teste | -                     |
| 1997  | Red Bull Sauber Petronas               | 0           | -                     |